# 老婆婆的枣树
《老婆婆的枣树》，是1958年在中国的上映的一部动画片。是上海美术电影制片厂的胡进庆导出来的一部动画，该动画主要讲述的是一群动物把一位老人丢失的红枣送回家的故事。该作根据同名童话故事进行改编。

## 剧情简介
有一个老人有一棵枣树，在一次她进城见孩子的那一天，她所在的老家刮起了大风，然后，枣树的枣被风刮掉了，而后，刺猬、啄木鸟喜鹊看到后，于是用自己的方式将那些枣送回了老人的家中。